# Método korsakoviano
O Método Korsakoviano, método de frasco único, ou ainda método de fluxo descontínuo, é um método de preparação de formas farmacêuticas derivadas homeopáticas, criado em 1832, pelo russo Semion Korsakov.
A dinamização é feita em um único frasco, no qual, uma vez esvaziado, o líquido das paredes irá corresponder 1/100 do volume antes contido nele. Desta forma, insere-se o insumo inerte e faz-se a sucussão.